# Japán agyvelőgyulladás elleni védőoltás
A japán agyvelőgyulladás elleni védőoltás olyan vakcina, amely védelmet nyújt a japán agyvelőgyulladás ellen. Az oltóanyag 90% feletti hatékonyságú. Nem ismert pontosan, hogy milyen hosszú ideig tart a hatása, de a tapasztalatok azt mutatják, hogy hatékonysága idővel csökken. A vakcinát vagy izomba, vagy a bőr alá fecskendezik.
Azokban az országokban, ahol a betegség problémát jelent, ajánlott a vakcinát az oltási rend részévé tenni. Az oltóanyag fajtájától függetlenül egy vagy két adagban adják be. Emlékeztető oltásra általában nincs szükség ott sem, ahol a betegség gyakori. AIDS-szel fertőzöttek és terhes nők esetében inaktivált vírusokat tartalmazó oltóanyagot kell beadni. Javasolt a betegséggel fertőzött területre utazó és ott a szabadban tartózkodni kívánó turisták beoltása.
Az oltóanyag viszonylag biztonságos. Az oltás helyén fájdalom vagy bőrpír jelentkezhet. 2015-ben 15 különféle vakcina volt kapható, melyek között vannak rekombináns DNS-technológián alapulók, illetve gyengített vagy inaktív vírusokat tartalmazók egyaránt.
A japán agyvelőgyulladás elleni védőoltást az 1930-as években kezdték el alkalmazni.  Az oltóanyag szerepel az Egészségügyi Világszervezet alapvető gyógyszereket tartalmazó listáján, amely az egészségügyi alapellátásban szükséges legfontosabb gyógyszereket sorolja fel.

## Fordítás
- Ez a szócikk részben vagy egészben  a   Japanese encephalitis vaccine című angol Wikipédia-szócikk ezen változatának fordításán alapul.  Az eredeti cikk szerkesztőit annak laptörténete sorolja fel. Ez a jelzés csupán a megfogalmazás eredetét és a szerzői jogokat jelzi, nem szolgál a cikkben szereplő információk forrásmegjelöléseként.